# Heinz von Foerster
Heinz von Foerster (Viena, 13 de noviembre de 1911-Pescadero (California, Estados Unidos), 2 de octubre de 2002) científico y cibernético. Trabajó en el campo de la cibernética y fue esencial para el desarrollo de la teoría del constructivismo radical y la cibernética de segundo orden. 
Nace en Viena, Austria, el 13 de noviembre de 1911. Estudia Física en la Universidad Técnica de Viena y en la Universidad de Breslau. Se instala en 1949 en Illinois, EE. UU., trabajando para la Universidad de Illinois, donde trajabará junto a John von Neumann, Norbert Wiener, Humberto Maturana, Francisco Varela, Gregory Bateson, Margaret Mead, y otros. 
Muere en Pescadero, California, EE. UU. el 2 de octubre de 2002.
Fue también conocido por su interés en la música generada por computadora y la magia de escena.

## La ecuación del día del juicio final
Un número de 1960 de la revista Science incluyó un artículo de Foerster en el que declaraba que la población humana alcanzaría el "infinito" el 13 de noviembre de 2026 y propuso una fórmula para representar todos los datos históricos disponibles de la población mundial y para predecir el crecimiento futuro de la población. La fórmula arrojó 2.700 millones como población mundial para 1960 y anticipó que el crecimiento de la población sería de infinito el viernes, 13 de noviembre de 2026, una predicción que fue conocida por el nombre de "Doomsday Equation" (Ecuación del Día del Juicio Final).

## Algunas publicaciones
Fue autor de más de 100 publicaciones.
Selección de libros
- 1949, Cybernetics: Transactions of the Sixth Conference, (editor), Josiah Macy Jr. Foundation: New York, 220 p.
- 2002, Understanding understanding, volumen de papeles de von Foerster, publicó Springer-Verlag, 2002
- 2010, con Monika Broecker. Part of the World. Fractals of Ethics – A Drama in Three Acts. Extensa bio de Heinz von Foerster. Se publicó en alemán en 2002: con Monika Broecker. Teil der Welt. Fraktale einer Ethik – ein Drama in drei Akten

Algunos artículos
- 1958. "Basic Concepts of Homeostasis." En: Homeostatic Mechanisms, Upton, New York, pp. 216–242
- 1960. "Doomsday: Friday, November 13, AD 2026," con P. M. Mora y L. W. Amiot, Science 132: 1291–1295
- 1961. "A Predictive Model for Self-Organizing Systems," parte I: Cybernetica 3, p. 258–300; parte II: Cybernetica 4, pp. 20–55, con Gordon Pask
- 1964. "Biological Computers," con W. Ross Ashby. En: Bioastronautics, K. E. Schaefer, Macmillan Co. New York, pp. 333– 360
- 1969. "What is Memory that it may have Hindsight and Foresight"
- 1971. "Computing in the Semantic Domain"
- 1971. "Technology. What Will It Mean to Librarians?"